# Zirc
Zirc là một thành phố thuộc hạt Veszprém, Hungary. Thành phố này có diện tích 37,4 km², dân số năm 2010 là 7098 người, mật độ 190 người/km².